# Fahizay Ambatolahimasina
Fahizay Ambatolahimasina is een plaats en commune in het centrum van Madagaskar, behorend tot het district Ambositra, dat gelegen is in de regio Amoron'i Mania. Tijdens een volkstelling in 2001 telde de plaats 6.000 inwoners.
De plaats biedt naast lager onderwijs ook middelbaar onderwijs aan. 80 % van de bevolking werkt als landbouwer. De belangrijkste landbouwproducten zijn rijst en maniok; andere belangrijke producten zijn zoete aardappelen en aardappelen. Verder is 20% actief in de dienstensector.